# فرودگاه بین‌المللی ویلنیوس
فرودگاه بین‌المللی ویلنیوس (به انگلیسی: Vilnius International Airport) (به لیتوانیایی: Tarptautinis Vilniaus oro uostas) یک فرودگاه همگانی مسافربری با کد یاتا VNO است که یک باند فرود آسفالت و بتن دارد و طول باند آن ۲۵۱۵ متر است. این فرودگاه در شهر ویلنیوس کشور لیتوانی قرار دارد و در ارتفاع ۱۹۷ متری از سطح دریا واقع شده‌است.

## شرکت‌های هواپیمایی و مقصدهای پروازی

### مسافری
| شرکت‌های هواپیمایی                       | مقصدهای پروازی |
| --------------------------------------- | --- |
| آئروفلوت                                | شرمتیوو |
| ایربالتیک                               | اسخیپول آمستردام، برلین تگل، مونیخ، شارل دوگل پاریس، ریگا، لنارت مری تالین |
| آسترین ایرلاینز                         | وین |
| بروکسل ایرلاینز                         | بروکسل |
| بلاویا                                  | مینسک |
| کرندون ایرلاینز                         | چارتر فصلی: آنتالیا |
| فن‌ایر اجرا توسط نوردیک رجیونال ایرلاینز | هلسینکی |
| لوت پولیش ایرلاینز                      | شوپن ورشو |
| لوفت‌هانزا                               | فرانکفورت |
| نوردیکا اجرا توسط لوت پولیش ایرلاینز    | لنارت مری تالین |
| نروجین ایر شاتل                         | گاردرموئن اسلو فصلی: استکهلم-آرلاندا |
| RusLine                                 | پالکوو |
| رایان‌ایر                                | بارسلونا-ال پرات، باووایس-تیلی، اوریو آل سریو، برلین شونفلد، بیرمنگام، برمن، بروکسل جنوب شرلروآ، کلن بن (آغاز از ۰۱ نوامبر ۲۰۱۷)، دوبلین، فرانکفورت-هان، لیدز برادفورد، جان لنون لیورپول، لوتن لندن، استانستد لندن، مادرید-باراخاس، مالت، نورنبرگ (آغاز از ۳۱ اکتبر ۲۰۱۷), گاردرموئن اسلو، چمپینو، رم فصلی: خانیا |
| هواپیمایی اسکاندیناوی اجرا توسط سیمبر   | کپنهاگ |
| هواپیمایی اسکاندیناوی اجرا توسط CityJet | استکهلم-آرلاندا |
| Small Planet Airlines                   | چارتر فصلی: آنتالیا، بارسلونا-ال پرات، اوریو آل سریو، میلاس-بودروم، دالامان، کریستیانو رونالدو، قاضی پاشا، ژنو، هراکلین، غردقه، لامتزیا ترمه، گرن کناریا، مالاگا، مرسی عالم، منستیر – حبیب بورقیبه، مووستار، رود، پالما د مایورکا، زالتسبورگ، شرم‌الشیخ، طابا، تنریف جنوبی، نیس کوت دازور، النفیضه حمامات، رییکا، آل مکتوم، اگادیر المسیره، فارو، بورگاس، وارنا، جزیره کوس، دالامان، میلاس-بودروم، کاتانیا-فونتاناروسا، لارناکا، ژنو، کگلیاری-الماس |
| اسمارت‌لینکس ایرلاینز                    | چارتر فصلی: بیلبائو، گرن کناریا، رییکا، وارنا، فارو |
| ترکیش ایرلاینز                          | آتاترک |
| هواپیمایی بین‌المللی اوکراین             | بوریسپیل، لیو دانیلو هالیتسکی فصلی: اودسا |
| ویز ایر                                 | بارسلونا-ال پرات، باری، باووایس-تیلی، بلفاست، اوریو آل سریو، بیلاند، دونکاستر شفیلد رابین‌هود، گدایسک لخ والسا (آغاز از ۲۱ دسامبر ۲۰۱۷), دورتموند، آیندهوون، گوتنبرگ-لاندوتر، کیف ژولیانی، کوتائیسی، لارناکا، لوتن لندن، ممینگن، نیس کوت دازور، کفلاویک، لئوناردو دا وینچی-فیومیچینو، سندفیورد، تورپ، استکهلم-اسکاوستا، بن گوریون، شوپن ورشو (آغاز از ۱۸ سپتامبر ۲۰۱۷) فصلی: اگادیر المسیره (آغاز از ۰۱ نوامبر ۲۰۱۷), گرنوبل-ایزره                  |

### باری
| شرکت‌های هواپیمایی                | مقصدهای پروازی    |
| -------------------------------- | ----------------- |
| دی‌اچ‌ال اوییشن اجرا توسط کارگوایر | لایپزیگ/هال، ریگا |
| Transaviabaltika                 | مینسک             |